# Albert Einstein (nave)
La Albert Einstein, o Automated Transfer Vehicle 004 (ATV-004), es una nave de carga no tripulada europea, que recibe su nombre del físico alemán Albert Einstein. La nave fue lanzada el 5 de junio de 2013, con  un cohete Ariane 5ES desde el Puerto espacial de Kourou en Kourou (Guayana francesa), en una misión de abastecimiento a la Estación Espacial Internacional (ISS) con una carga de combustible, agua y aire.
Es la cuarta nave ATV del programa, tras la Edoardo Amaldi, que fue lanzada en marzo de 2012. Los componentes de la Albert Einstein han sido construidos en Turín (Italia) y Bremen (Alemania), y ensamblados y chequeados en Bremen en 2012. Está previsto que la siguiente nave de la serie sea la Georges Lemaître (ATV-005).

## Desarrollo de la misión
Después del lanzamiento, la ATV-4 permaneció 10 días en órbita realizando maniobras de aproximación a la Estación Espacial Internacional.
La cápsula ATV atracó finalmente en la estación a las 14:07 GMT (16:07 CEST) del 15 de junio de 2013, siendo abierta por la tripulación el 18 de junio.